# Chris Bauer (Schauspieler)

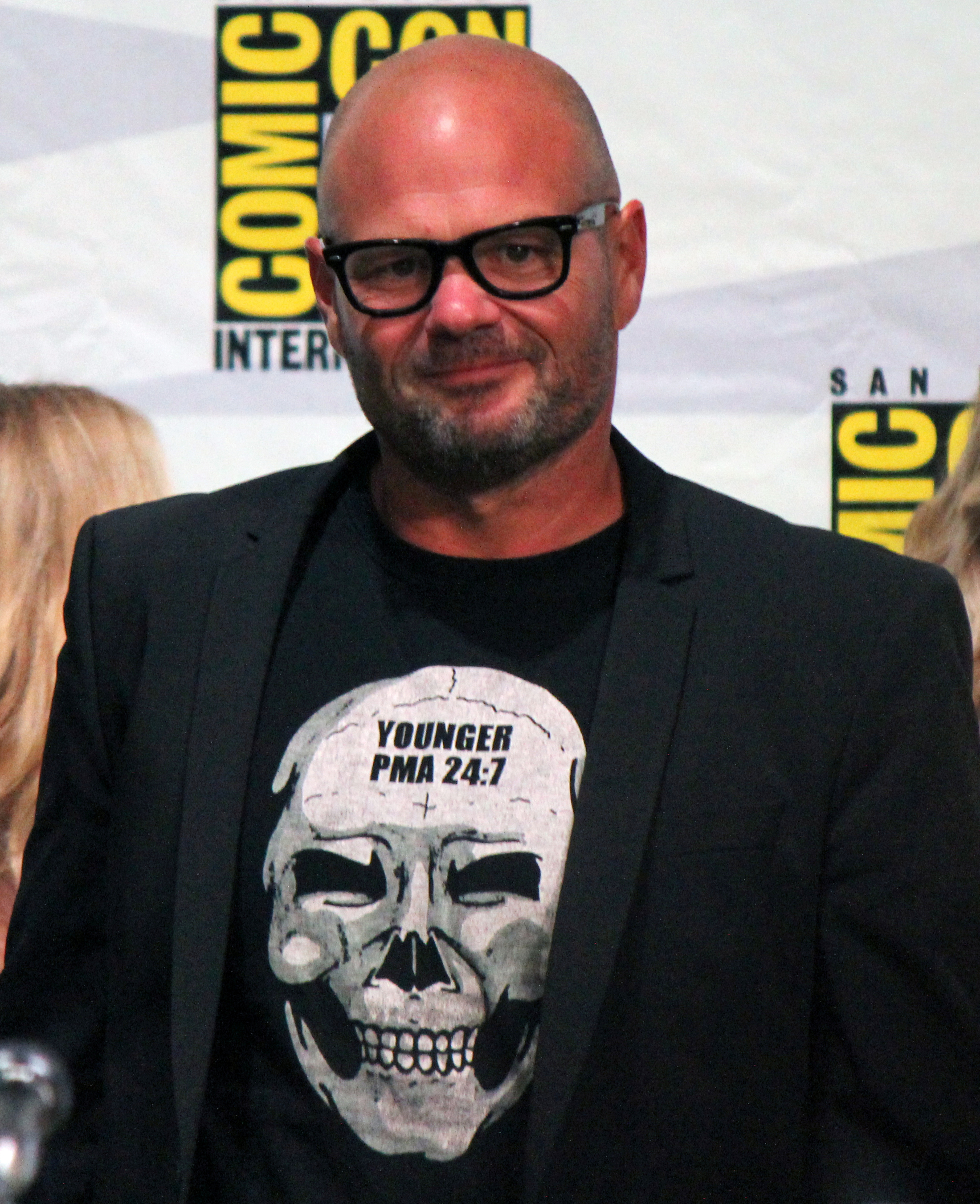
Chris Bauer auf der Comic Con 2014

Chris Bauer (eigentlich Mark Christopher Bauer, * 28. Oktober 1966 in Los Angeles, Kalifornien) ist ein US-amerikanischer Schauspieler.

## Werdegang
Bekannt ist er unter anderem durch seine Rollen im Thriller 8mm – Acht Millimeter, in dem er einen perversen Gewaltporno-Darsteller mit schwarzer Maske namens Machine verkörpert, und der Fernsehserie The Wire. Erste Erfahrungen als Schauspieler sammelte Chris Bauer als Ensemble-Mitglied des Steppenwolf Theaters in Chicago, dem etliche spätere Hollywood-Stars entsprangen und wo ihn Regisseur Joel Schumacher für die Rolle des Mörders im sinisteren Psychothriller 8 mm entdeckte.
Von 2008 bis 2014 spielte er in der Vampirserie True Blood in 80 Episoden die Rolle des Andy Bellefleur.

## Filmografie
- 1997: Colin Fitz
- 1997: Fools Rush In – Herz über Kopf (Fools Rush In)
- 1997: Im Körper des Feindes (Face/Off)
- 1997: Schneewittchen (Snow White: A Tale of Terror)
- 1997: One Night Stand
- 1997: Das Familiengeheimnis (The Myth of Fingerprints)
- 1997: Im Auftrag des Teufels (The Devil’s Advocate)
- 1998: Kein Vater von gestern (A Cool, Dry Place)
- 1999: 8mm – Acht Millimeter (8MM)
- 1999: Das schwankende Schiff (Cradle Will Rock)
- 1999: Hunley – Tauchfahrt in den Tod (The Hunley, Fernsehfilm)
- 1999: Sweet and Lowdown
- 1999: Makellos (Flawless)
- 1999–2005: Third Watch – Einsatz am Limit (Third Watch, Fernsehserie, 53 Episoden)
- 2000: Animal Factory
- 2000: High Fidelity
- 2000: The Photographer
- 2001: 61* (Fernsehfilm)
- 2001: Unsichtbare Bedrohung (Taking Back Our Town, Fernsehfilm)
- 2002: Bug
- 2002: Angels Crest
- 2003: The Wire (Fernsehserie, zwölf Episoden)
- 2004: Keane
- 2005: The Exonerated (Fernsehfilm)
- 2005: Jonny Zero (Fernsehserie, sechs Episoden)
- 2005: Tilt (Fernsehserie, neun Episoden)
- 2005: Broken Flowers
- 2005: Our Fathers (Fernsehfilm)
- 2005: The Notorious Bettie Page
- 2005: Criminal Minds (Fernsehserie, eine Episode)
- 2006: Bernard und Doris (Bernard and Doris)
- 2006: Flags of Our Fathers
- 2006–2007: Smith (Fernsehserie, sieben Episoden)
- 2007: Neal Cassady
- 2008: Memories to Go – Vergeben... und vergessen! (Diminished Capacity)
- 2008–2014: True Blood (Fernsehserie, 80 Episoden)
- 2009: Fringe – Grenzfälle des FBI (Fringe, Fernsehserie, eine Episode)
- 2010: Die Lincoln Verschwörung (The Conspirator)
- 2011: Unforgettable (Fernsehserie, eine Episode)
- 2011: Hawaii Five-0 (Fernsehserie, eine Episode)
- 2012: Das Büro (The Office, Fernsehserie, eine Episode)
- 2013: Elementary (Fernsehserie, eine Episode)
- 2014: Parks and Recreation (Fernsehserie, eine Episode)
- 2014: The Divide (Fernsehserie, drei Episoden)
- 2014–2017: Survivor’s Remorse (Fernsehserie, 17 Episoden)
- 2015: Full Circle (Fernsehserie, drei Episoden)
- 2015: A World Beyond (Tomorrowland)
- 2016: Money Monster
- 2016: Sully
- 2016: American Crime Story (Fernsehserie, 5 Episoden)
- 2017–2019: The Deuce (Fernsehserie, 24 Episoden)
- 2019: Die unglaublichen Abenteuer von Bella (A Dog’s Way Home)
- 2019: For All Mankind (Fernsehserie)
- 2020: Homeland (Fernsehserie, Episode 8x11)
- 2020: FBI (Fernsehserie, 1 Episode)
- 2021: The Little Things
- 2021–2023: Heels (Fernsehserie)
- 2022: Sprung (Fernsehserie)
- 2023: Fellow Travelers (Fernsehserie, 8 Episoden)
- 2025: Thunderbolts*